# Brunflometeoriten

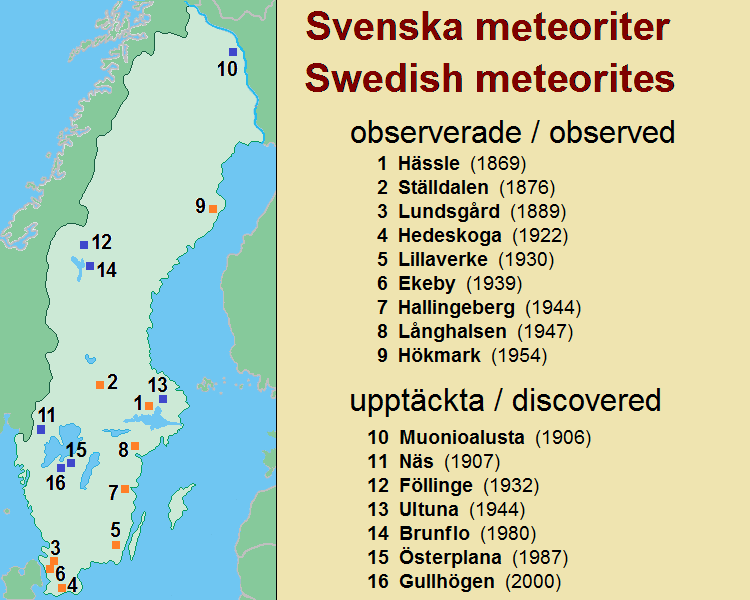
Karta över svenska meteoritnedslag, Brunflo, 1980 (nr 14).

Brunflometeoriten är en fossil stenmeteorit som upptäcktes nära Brunflo i Östersunds kommun i mellersta i Jämtlands län. Meteoriten är ett av få upptäckta meteoritnedslag i Sverige och klassas som ett av de äldsta meteoritfynden på jorden.

## Nedslagsplatsen
Meteoriten upptäcktes redan 1952 i ordovicisk kalksten i Rödbergets stenbrott i Gärde by nära Brunflo. Först 1979 identifierades stenen som en meteorit och 1980 publicerade Frans E. Wickman och Per Thorslund en första beskrivning (Middle Ordovician chondrite in fossiliferous limestone from Brunflo, central Sweden) om meteoritfyndet i tidskriften Nature. Vid sin upptäckt var Brunflometeoriten det första fossila och det äldsta meteoritfyndet på jorden. Fyndplatsen ligger cirka 5 km norr om Locknekratern. 1984 publicerade Wickman och Thorslund en utförlig artikel om meteoriten (The Ordovician chondrite from Brunflo).
2009 lämnade Carl Alwmark och Birger Schmitz en utförlig beskrivning av meteoriten (The origin of the Brunflo fossil meteorite).

## Meteoriten
Meteoriten är en fossil (fossil meteorit kallas en meteorit som slog ned före den geologiska perioden kvartär och efter nedslaget täckts under sedimentlager och därefter genomgått liknande geologiska förändringar – diagenes – som sin omgivning) stenmeteorit (kondrit).
Meteoriten är endast cirka 11 x 9,5 cm stor och bedöms vara cirka 463 miljoner år gammal och anses vara bland de äldsta upptäckta meteoritfynden (tillsammans med Österplanameteoriterna med cirka 480 miljoner år och Gullhögenmeteoriten med cirka 470 miljoner år) på jorden.